# Mariakapel (Amby, Ambyerstraat Zuid)

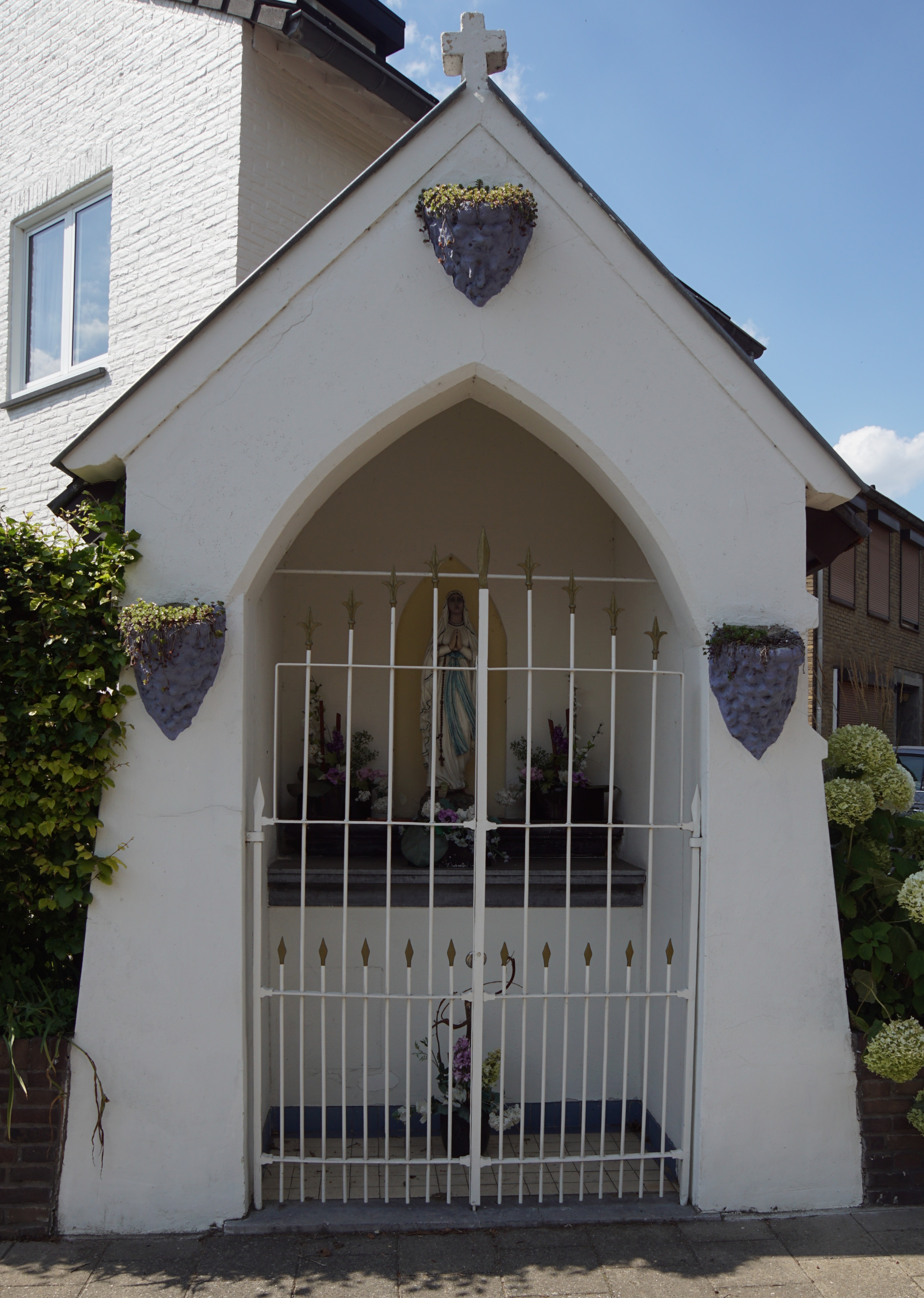
De Mariakapel

De Mariakapel is een kapel in Amby in de Nederlands Zuid-Limburgse gemeente Maastricht. De kapel staat in het zuiden van het dorp op de hoek van de Ambyerstraat Zuid en de Heukelstraat. Aan bijna het andere uiteinde van Amby staat de Kapel aan het Kruis.
De kapel is gewijd aan Maria, specifiek aan Onze-Lieve-Vrouw van Lourdes.

## Geschiedenis
Reeds in 1600 zou er hier ter plaatse volgens de overlevering een kruis hebben gestaan die geplaatst zijn na een pestepidemie.
In de tweede helft van de 19e eeuw werd de kapel gebouwd door Charles-Ghislain Vilain XIIII om zijn overleden echtgenote te gedenken. Het beheer van de kapel was in handen van de jonkheid. De kapel stond toen lange tijd onder vier grote lindes.
In 1956 werd het beheer van de kapel van de jonkheid overgenomen door de buurtvereniging 't Kapelke. De kapel dreigde in die tijd ook te verdwijnen door bouwwerkzaamheden en vond er een wegreconstructie plaats waarvoor twee lindes moesten wijken.
In 1998 werd er een nieuw Mariabeeldje in de kapel geplaatst om het oorspronkelijke beeld te vervangen dat uit de kapel gestolen was.

## Bouwwerk
De wit geschilderde kapel wordt gedekt door een verzonken zadeldak met rode pannen. De frontgevel en de achtergevel zijn een topgevel, waarbij de frontgevel bekroond wordt door een klein wit stenen kruis. In de frontgevel bevindt zich de spitsboogvormige toegang die wordt afgesloten met een smeedijzeren hek. Hoog in de frontgevel en ter hoogte van de aanzetstenen is op de gevel een hangende bloembak aangebracht.
Van binnen is de kapel wit gepleisterd en tegen de achterwand is het witte massief stenen altaar geplaatst. Het altaarblad zelf is echter donkerbruin en de opzet op het altaar is ook in deze bruine kleur. Boven het altaar is in de achterwand een spitsboogvormige nis aangebracht waarvan de achterwand geel geschilderd is. In de nis staat het beeld van Onze-Lieve-Vrouw van Lourdes.